# Timothy Williamson
Timothy Williamson (ur. 6 sierpnia 1955 w Uppsali w Szwecji) – brytyjski filozof zajmujący się logiką filozoficzną, filozofią języka, epistemologią oraz metafizyką.

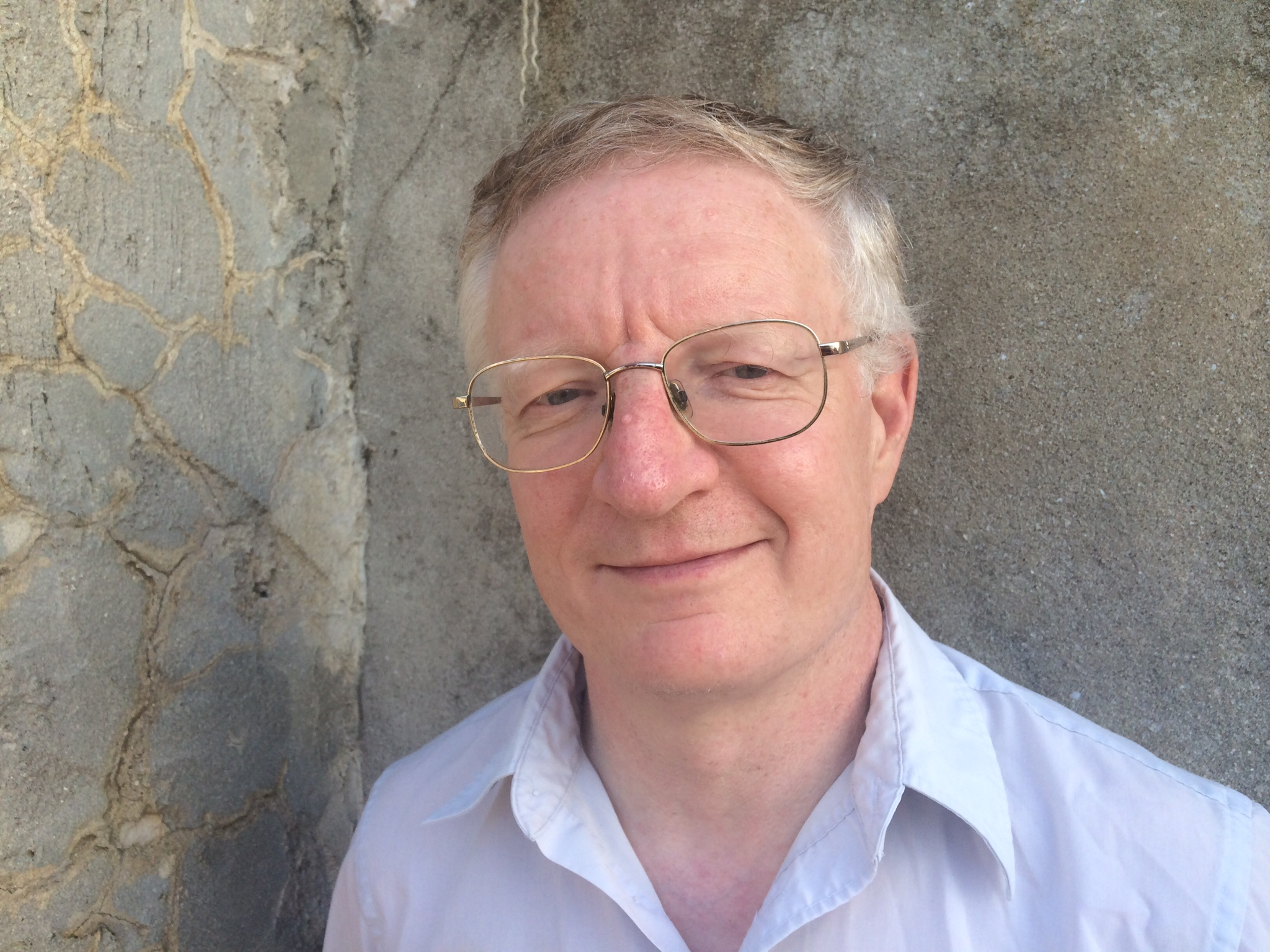
Timothy Williamson

## Wybrane publikacje
- Identity and Discrimination, Oxford: Blackwell, 1990.
- Vagueness, London: Routledge, 1994.
- Knowledge and Its Limits, Oxford: Oxford University Press, 2000.
- The Philosophy of Philosophy, Oxford: Blackwell, 2007.
- Modal Logic as Metaphysics, Oxford: Oxford University Press, 2013.
- Doing Philosophy. From Common Curiosity to Logical Reasoning, Oxford: Oxford University Press, 2018.
- O co chodzi w filozofii? Od zdziwienia do myślenia, przeł. Alicja Chybińska, Bogdan Dziobkowski, Warszawa: PWN, 2019.